# Izraelské víno

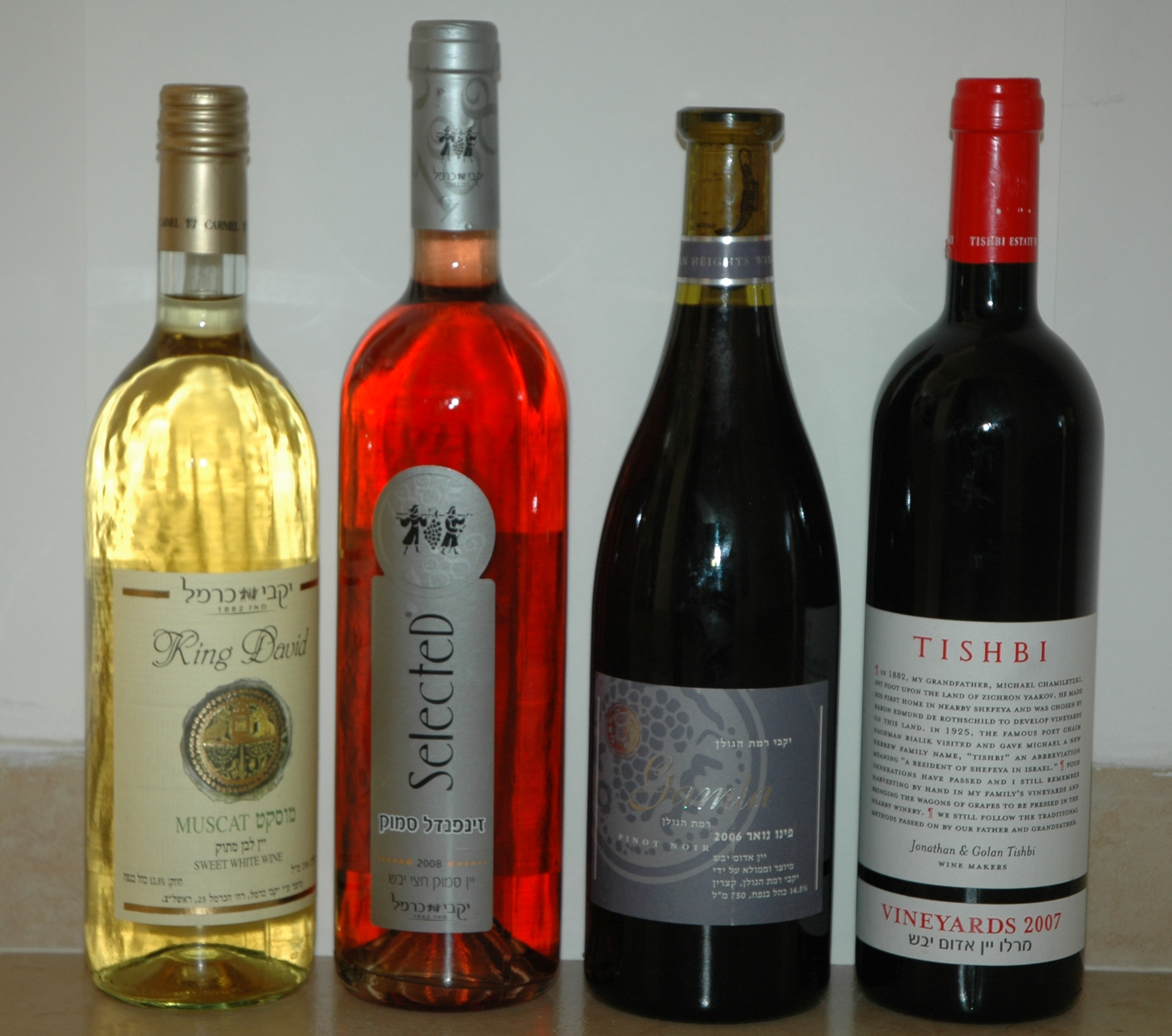
Lahve s izraelským vínem

Izraelské víno je pěstováno na stovkách vinic, počínaje malými rodinnými podniky, vyrábějícími několik tisíc lahev ročně, až po velké producenty, vyrábějící přes deset milionů lahví za rok. Izraelská vína patří mezi velmi kvalitní. Lze je nalézt na vinných listech restaurací se třemi Michelinovskými hvězdičkami. Jsou k dostání ve čtyřiceti zemích světa na pěti kontinentech, nicméně nejvíce jsou exportována do Ameriky a západní Evropy. Mezi historicky největší a nejvýznamnější oblasti patří Samaří a Samson. Za zakladatele moderního izraelského vinařství je pokládán baron Edmond de Rothschild.

## Regiony
Izrael je co do vinařství rozdělen do pěti regionů a čtrnácti (patnácti) subregionů:
- Galilea (Dolní Galilea, Horní Galilea, Golanské výšiny, (Tábor)) - Tato oblast se nachází v severním Izraeli, jižně od izraelsko-libanonské hranice. Vzhledem k vysoké nadmořské výšce, chladným větrům, příhodným denním a nočním teplotám a specifickým půdním poměrům se jedná o nejvhodnější oblast pro vinařství. Dominují zde štěrkové půdy na podkladu sopečného původu (čedič a tufy). Nejvýše položené vinice jsou až ve výškách 1 200 m n. m. Pěstují se zde především odrůdy Cabernet Sauvignon, Merlot, Sauvignon Blanc a Chardonnay. V posledních letech zde roste nejvíc izraelských vinic.
- Judské hory (Jeruzalém, Betlém, Hebron) - Tato oblast se rozkládá v okolí Jeruzaléma a díky své relativně vysoké nadmořské výšce má chladné klima. Zatím se jedná o relativně málo rozvinutý vinařský region. Vinice se zde rozprostírají v úzkých údolích a na malých terasách. Zdejší půdy jsou mělké, kamenité a vysychavé. Oblast je velmi slibná.
- Samson (Adulam, Dan, Latrun) - Tuto velkou oblast tvoří pobřežní plošina Dan a Judská nížina se zaoblenými kopečky. Vinice se nachází v nížinách poblíž měst Rišon le-Cijon a Rechovot. Tato oblast je typická vápencovými a kamenitými půdami, avšak nacházejí se zde i půdy jílovité a hlinité. Oblast je dědictvím po zakladateli moderního izraelského vinařství Edmondu Rothschildovi.
- Negev - Tato oblast byla pro pěstování vína velice populární v biblických dobách. V současné době se zde víno pěstuje především na kopcích severního Negevu v okolí Aradu. Je to možné zejména díky kapkové závlaze, při které je možné pěstovat víno i v této semiaridní pouštní oblasti. Půdy jsou zde písčité až sprašovité a klima je suché a horké. Pěstují se zde zejména odrůdy Pinot noir, Chardonnay, umělecký kibuc Ne'ot Smadar na jihu Negevu pěstuje také Merlot nebo muškát.
- Samaří (hora Karmel, plošina Šaron) - Tato oblast je stále se zmenšujícím izraelským vinařským regionem. Je charakteristická pohořím Karmel a blízkostí Středozemního moře. Zasahuje na dnešní Západní břeh Jordánu, proto ji izraelští vinaři postupně zčásti opouštějí. Známá jsou zde vinařská města Zichron Ja'akov a Binjamina. Zdejší půdy jsou středně těžké a klima je zde středomořské.

Mezi tradiční izraelské vinařské oblasti patří Samson a Samaří, nicméně nejkvalitnější vína pocházejí z Horní Galileje, Golanských výšin, Judských hor a Negevu. V rámci Izraele se víno pěstuje na různých typech půd. Celkem zabírají vinice v Izraeli zhruba 4,3 tisíce hektarů, což z něj činí jednoho z nejmenších producentů vína. Vinařských podniků různých velikostí je asi 230. Díky svým geografickým podmínkám a mikroklimatu, které je na každém místě jedinečné, počínaje sněhem pokrytou horou Hermon na severu v Golanských výšinách a konče Negevskou pouští na jihu země, je možné v Izraeli pěstovat širokou paletu odrůd vín. Vulkanická půda, relativně chladné klima a denní teplotní rozdíly činí z Golanských výšin ideální místo pro produkci vína prémiové kvality.